# On File
On File is een stichting van naar Nederland gevluchte journalisten en schrijvers. De organisatie functioneert als intermediair tussen gevluchte journalisten en schrijvers en de Nederlandse media. Bovendien legt On File zich erop toe om gevluchte journalisten en schrijvers met elkaar en met Nederlandse collega's in contact te brengen. Einde december 2013 telde On File 282 actieve deelnemers uit 40 landen. Het aantal aangesloten journalisten en schrijvers is groeiende. In 2022 heeft de stichting haar werkzaamheden beeindigd.

## Achtergrond
De behoefte aan een organisatie als On File ontstond doordat journalisten, die in hun land van herkomst vaak slachtoffer worden van politiek geweld, censuurmaatregelen, intimidatie en/of arrestatie door overheden, uiteindelijk moeten vluchten en hier collegiaal onderdak zoeken. Voor mensenrechtenorganisaties zijn journalisten een belangrijke en soms enige bron van informatie, dat ertoe leidt dat deze beroepsgroep kritisch gevolgd wordt door autoritair-dictatoriale overheden. Tot de oprichting van On File werd besloten, omdat naar Nederland gevluchte journalisten bij de bestaande journalistenverenigingen geen onderdak vonden. Bij de oprichting in mei 1996, onder anderen door Andrée van Es en Chris Keulemans, op initiatief van VluchtelingenWerk Nederland en De Balie, richtte On File zich alleen op journalisten, daaronder gerekend fotografen, filmers, documentaire-, radio- en televisiemakers, regisseurs, editors en bloggers. Sinds eind 2001 staat de organisatie ook open voor gevluchte schrijvers.
De financiële ondersteuning van On File is afkomstig van het ministerie van Onderwijs, Cultuur en Wetenschappen, van het Europees Vluchtelingen Fonds en van particuliere donaties.

## Werkwijze
Samen  De Coöperatie werd door On File het platform RFG Magazine (Reinforcing Future Generations) opgezet en ondersteund. Via dat platform moeten de aangesloten gevluchte journalisten ook de gang naar andere -reguliere- media beter weten te vinden.
Wie zich bij On File wil aansluiten, heeft in Nederland asiel aangevraagd en is in eigen land actief geweest als journalist. Dat gebeurt tijdens een introductiegesprek, waarbij de kandidaat zijn perskaart, zijn curriculum vitae en zijn artikelen of geluid- of beeldmateriaal kan laten zien. Ook een verklaring van een hoofdredacteur kan als bewijs dienen. Als in het eigen land geen journalistiek werk is gedaan en in Nederland wel nadrukkelijk de ambitie bestaat als journalist of schrijver te werken, dan is aansluiting ook mogelijk. 